# Alexander Iwanowitsch Tisjakow
Alexander Iwanowitsch Tisjakow (russisch Александр Иванович Тизяков; * 10. Dezember 1926 in Nowo-Iwanajewo, Tatarische Autonome Sozialistische Sowjetrepublik; † 25. Januar 2019) war ein sowjetischer Funktionär und 1991 Putschist gegen Gorbatschow.

## Biografie
Tisjakow dient von 1943 bis 1950 in der Roten Armee. Er arbeitete ab 1950 als Mechaniker, Vorarbeiter, Ausbilder und Technologe und absolvierte bis 1958 ein Ingenieurstudium am Polytechnischen Kirow-Institut des Uralgebiets. Er war dann stellvertretender Chefingenieur und von 1977 bis 1991 Generaldirektor eines Maschinenbauwerks. Politisch war er Sekretär des Parteikomitees der NPO Abgeordneten des Regionalrats Swerdlowsk und zuletzt von 1989 bis 1991 Präsident des Verbandes der Staatsunternehmen und Industrieanlagen, Bau, Verkehr und Kommunikation der UdSSR.
Er unterzeichnete in dieser Funktion 1991 den Aufruf Ein Wort an das Volk und gehörte während des Augustputsches in Moskau der Putschistengruppe Staatskomitee für den Ausnahmezustand an. Er wurde verhaftet und 1993 amnestiert und aus der Haft entlassen. Danach war er Mitbegründer eines Maschinenbauunternehmens. Er leitete den Verwaltungsrat der Investment- und Treuhandgesellschaft New Technologies und war Präsident des russisch-kirgisischen Unternehmens Technology.